# Auguste Grimault
Pour les articles homonymes, voir Grimault (homonymie).
Mgr Auguste Grimault, né le 31 mars 1883 à La Selle-Craonnaise et mort le 18 juin 1980 à Langonnet, est un évêque catholique français, membre de la Congrégation du Saint-Esprit. Il fut vicaire apostolique de Sénégambie (Sénégal) de 1927 à 1946.

## Biographie
Auguste Grimault est né à La Selle-Craonnaise, le 31 mars 1883. Il fit ses études secondaires à Mayenne et entra ensuite au grand séminaire de Laval.
Il entre chez les Spiritains et le 1er octobre 1902, il fait profession à Orly. Le 5 novembre 1905, il est ordonné prêtre à Chevilly.
Il est envoyé successivement au Sénégal puis en 1913, Monseigneur Le Roy, supérieur général l'envoie à la Martinique. De 1924 à 1927, il revient en France. Le 24 janvier 1927, il est nommé vicaire apostolique de la Sénégambie. Il est ordonné évêque à Auteuil par Mgr Le Hunsec, le 25 mars suivant.
Durant son épiscopat, Mgr Grimault construit l'église de Thiès « la plus belle église de l'A.O.F. ». De même, il a la joie d'inaugurer sa cathédrale à Dakar en 1929. Elle sera consacrée le 2 février 1936 par le Cardinal Verdier.
À la Libération, Mgr Grimault est un des trois évêques d'outre-mer qui donnent leur démission sur pression du gouvernement (1946). Il passe trois années à Misserghin en Algérie, puis se rend  à la Martinique jusqu'en 1955. Revenu en France, il se retire à l'abbaye Notre-Dame de Langonnet. Il y meurt le 18 juin 1980.